# Transmallorca-Flavia-Gios
Transmallorca-Flavia-Gios, Novostil-Transmallorca oder Novostil-Transmallorca-Gios war ein spanisches Radsportteam, das von 1976 bis 1979 bestand.

## Geschichte
Das Team wurde 1976 unter der Leitung von Rafael Carrasco gegründet. 1976 wurden neben den Siegen Platz 4 bei der Baskenland-Rundfahrt und Platz 19 bei der Vuelta a España erreicht. 1977 wurde der zweite Platz bei der Trofeo Masferrer, Platz 4 bei der Suibida a Arrate sowie fünfte Plätze bei GP Leganes und Gran Premio Pascuas erzielt. 1978 konnten Platz 2 bei der Vuelta a La Rioja, Platz 3 bei der Escalada a Montjuïc und fünfte Plätze bei der Katalonien-Rundfahrt und der Baskenland-Rundfahrt erreicht werden. 1979 erzielte das Team zweite Plätze bei der Baskenland-Rundfahrt, bei Prueba Villafranca de Ordizia, der Vuelta a Cantabria, beim Memorial Francisco Ferrer sowie Platz 6 bei der Vuelta a España, Platz 7 bei der Tour de Suisse. Am Ende der Saison 1979 wurde das Team aufgelöst.

## Erfolge
1976
- eine Etappe Vuelta a España
- eine Etappe Baskenland-Rundfahrt
- eine Etappe Valencia-Rundfahrt

1977
- eine Etappe Vuelta a España
- drei Etappen Vuelta a Cantabria
- eine Etappe Vuelta a los Valles Mineros
- eine Etappe Valencia-Rundfahrt

1978
- Gesamtwertung und drei Etappen Vuelta a Cantabria
- Vuelta a los Valles Mineros
- eine Etappe Vuelta a España
- eine Etappe Baskenland-Rundfahrt
- eine Etappe Katalonien-Rundfahrt
- eine Etappe Setmana Catalana de Ciclisme
- eine Etappe Vuelta a La Rioja

1979
- Katalonien-Rundfahrt
- Gesamtwertung und eine Etappe Valencia-Rundfahrt
- Gesamtwertung und eine Etappe Vuelta a Cantabria
- eine Etappe Vuelta a España
- eine Etappe Andalusien-Rundfahrt
- zwei Etappen Asturien-Rundfahrt
- zwei Etappen Costa del Azahar

## Monumente-des-Radsports-Platzierungen
| Monument        | 1976 | 1977 | 1978 | 1979 |
| --------------- | ---- | ---- | ---- | ---- |
| Mailand–Sanremo | –    | 145  | –    | –    |

## Grand-Tour-Platzierungen
| Grand Tour            | 1976 | 1977 | 1978 | 1979 |
| --------------------- | ---- | ---- | ---- | ---- |
| Vuelta a EspañaVuelta | 19   | 12   | 9    | 6    |

## Bekannte Fahrer
- José Enrique Cima (1976+1979)
- Vicente Belda (1978–1979)